# 크렘린 대궁전

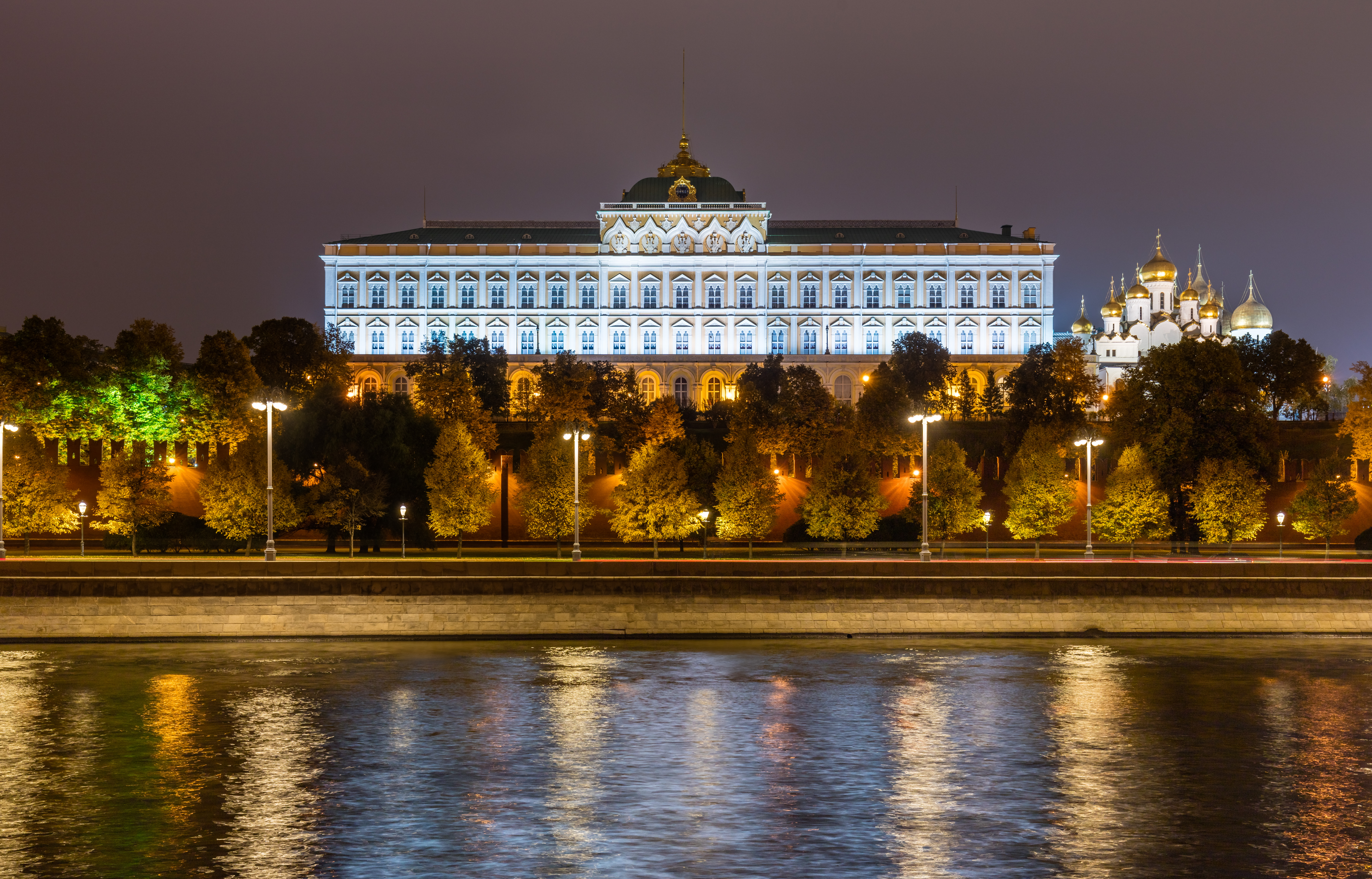
모스크바 강에서 바라본 풍경

크렘린 대궁전(러시아어: Большой Кремлёвский дворец)은 모스크바 크렘린 내에 있는 궁전이다. 1837년부터 1849년까지 원래 러시아 제국의 대공들의 궁전이 자리하던 언덕 위에 세워졌으며, 러시아 제국의 차르의 영광과 권력을 과시하기 위해 최대한 화려하고 장식적인 요소를 많이 도입한 궁전이다. 크렘린 대궁전은 차르의 모스크바 궁전이었는데, 원래 이 자리에는 바로크 건축 양식의 옛 궁전, 그리고 모스크바의 첫 성당이 지어졌던 자리에 세워졌던 세례자 요한 성당이 작게 지어져 있었다.
크렘린 대궁전은 약 124m의 너비를 가지고, 그 높이는 47m이며, 약 25,000 제곱 미터에 해당하는 면적을 차지한다. 크렘린 대궁전군에는 초기의 테렘궁, 14·16·17세기에 지어진 성당 건물군 9개를 포함하여 총 700여 개에 달하는 방들이 있다. 궁전 건물은 내부 정원을 둘러싸는 직사각형 모양을 하고 있다. 밖에서 볼 때는 3층 건물로 보이지만, 실제로 안으로 들어가보면 2층에 두 열의 창문들이 뚫려있는 2층 건물이다. 크렘린 대궁전의 서쪽 부분에는 황제의 알현실과 황실 가족들의 개인 방들이 자리하고 있다.
크렘린 대궁전에는 게오르기옙스키 홀, 블라디미르스키 홀, 알렉산드롭스키 홀, 안드레옙스키 홀, 예카테린스키 홀을 포함한 총 5개의 알현 홀이 자리한다. 이는 모두 각각 러시아 제국의 성 게오르기 기사단, 성 블라디미르 기사단, 성 알렉산드르 기사단, 성 안드레이 기사단, 성 예카테리나 기사단에게 헌사된 장소이다. 특히 이 중 게오르기옙스키 홀은 아직도 외교 행사가 열리는 용도로 쓰이고 있다. 러시아의 대통령이 블라디미르스키 홀에서 국제 협약이나 조약 등에 서명을 하고, 이 곳에서 러시아 의사당, 테렘궁으로 이동할 수 있다. 알렉산드롭스키 홀과 안드레옙스키 홀에서는 소련 시절에 공산당 최고 간부들이 모여 회의를 열었고, 이후 소련이 붕괴하고 러시아 연방이 설립된 이후에는 러시아 대통령 블라디미르 푸틴의 공식 거주지로 거명되었으나, 실제로 이 용도로 쓰이는 경우는 극히 드물다.

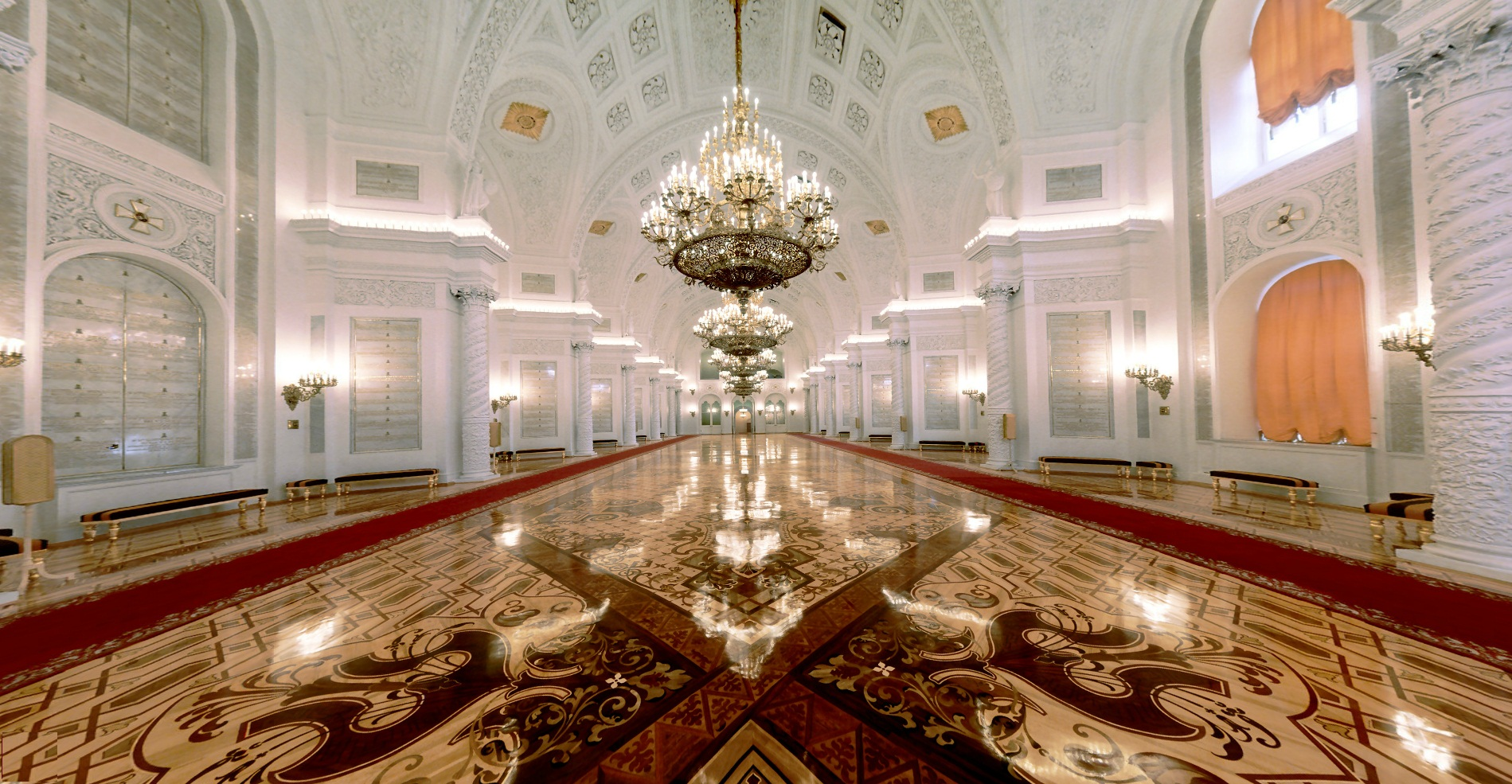
게오르기옙스키 홀
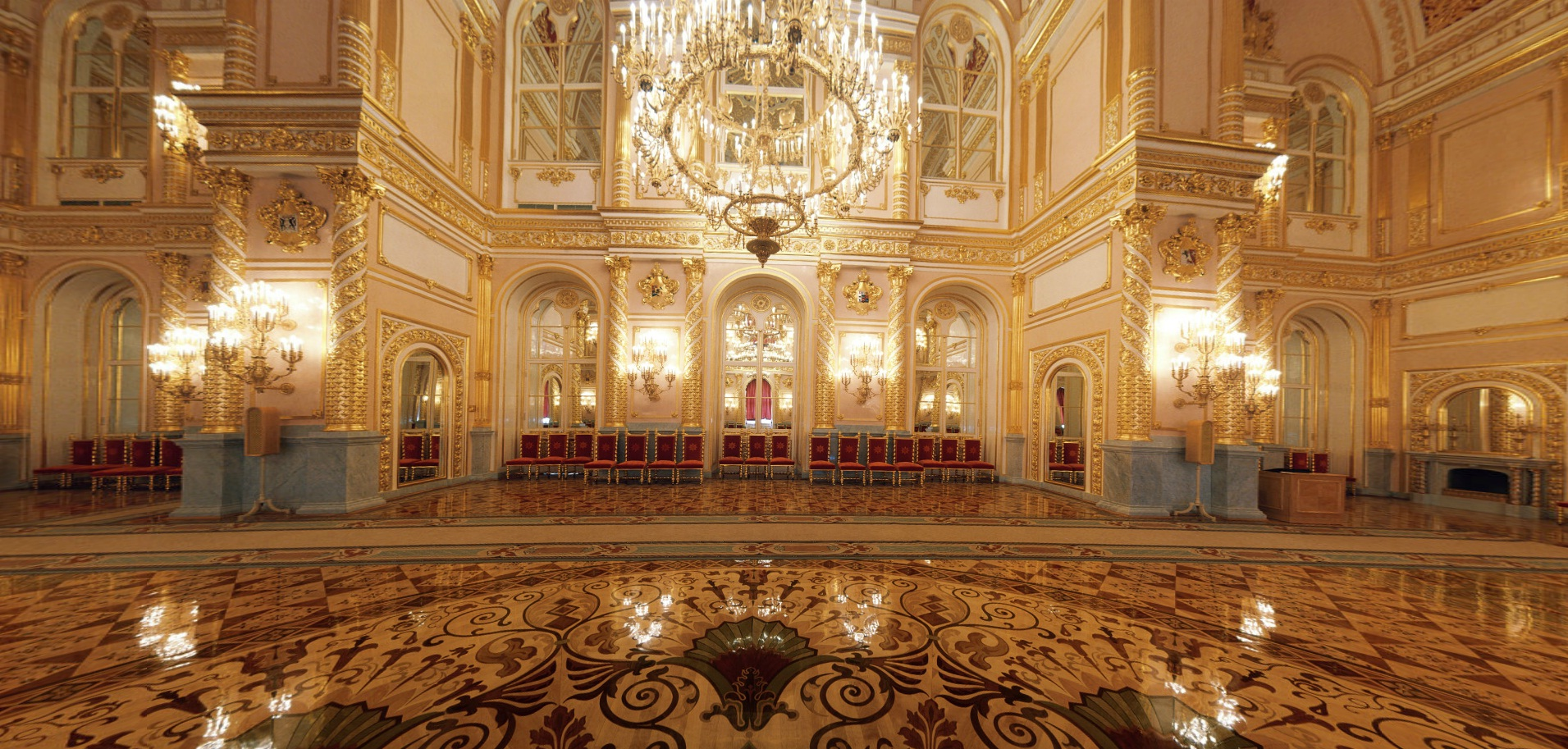
알렉산드롭스키 홀
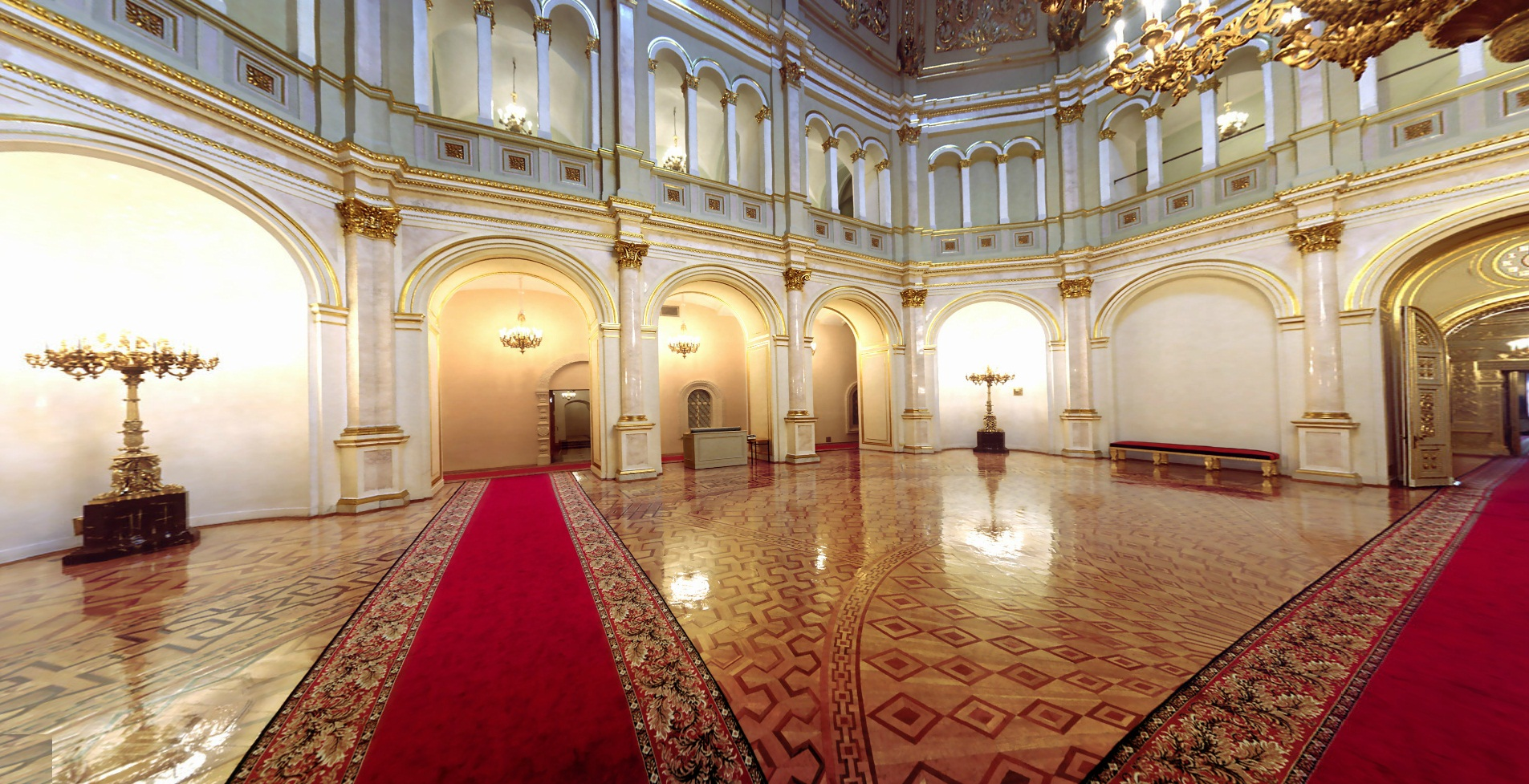
성 블라디미르스키 홀